# Стамбул: спогади та місто

Перше видання

Стамбул: Спогади і місто (İstanbul: Hatıralar ve Şehir) — автобіографічний спогад Орхана Памука, який є глибоко меланхолічним. В нього описуються величезні культурні зміни, які сколихнули Туреччину — нескінченну битву між сучасним та відступаючим минулим. Це також панегірик втраченій сімейній традиції. Найбільше це книга про Босфор та історію Стамбула з протокою.
Українською мовою перекладено у 2011 у видавництві Фоліо.
Памук написав книгу, коли опинився на межі депресії. В інтерв'ю він пригадував: «Моє життя через багато речей було в кризі; я не хочу вникати в ці деталі: розлучення, смерть батька, професійні проблеми, проблеми з цим, проблеми з тим, все було погано. Я думав, що якщо я буду слабким, у мене буде депресія. Але щодня я прокидався, приймав холодний душ, сідав і згадував, і писав, завжди звертаючи увагу на красу книги».
Його родина була розлючена на їх опис у книзі, особливо його брат. Памук сказав, що втратив його через книгу, і погодився, що він, можливо, також завдав шкоди почуттям матері.
Особисті спогади автора переплітаються з літературними нарисами про письменників та художників, які певним чином були пов'язані зі Стамбулом. Цілий розділ присвячений Антуану Ігнасі Меллінгу, західному художнику 19 століття, який робив гравюри про Константинополя. Улюблені письменники Памука, також стали персонажами його книги, є Ягіа Кемаль Беіятла, Решат Екрем Кочу, Абдюлгак Шінасі Гісар, Ахмет Расім і Ахмет Хамді Танпинар. Його улюблені західні письменники-мандрівники відіграють подібну роль, як Жерар де Нерваль, Теофіл Готьє та Гюстав Флобер.
Книгу проілюстровано фотографіями Ари Ґюлера через меланхолійну атмосферу його фотографій. Також включено кілька фотографій Памука, самого або з членами його родини.